# Khalid El-Aabidi
Khalid El-Aabidi (14 de setembro de 1995) é um halterofilista marroquino que competiu na categoria até 85 kg masculino do halterofilismo nos Jogos Olímpicos de Verão de 2016 no Rio de Janeiro.